# 楊作洲
楊作洲（1929年3月15日—2013年5月6日），中華民國旅居日本大阪僑民，曾代表中國國民黨以僑選身份當選為第四屆立法委員。曾任橫濱中華學院理事長。
2013年5月6日於台灣病逝。